# Parc des expositions de Paris - Le Bourget
Le parc des expositions de Paris - Le Bourget, également appelé parc des expositions du Bourget, inauguré en décembre 1982, est un ensemble de bâtiments destiné à accueillir des salons, et situé en majeure partie sur le territoire de la commune du Bourget et à proximité de l'aéroport de Paris - Le Bourget.

## Présentation

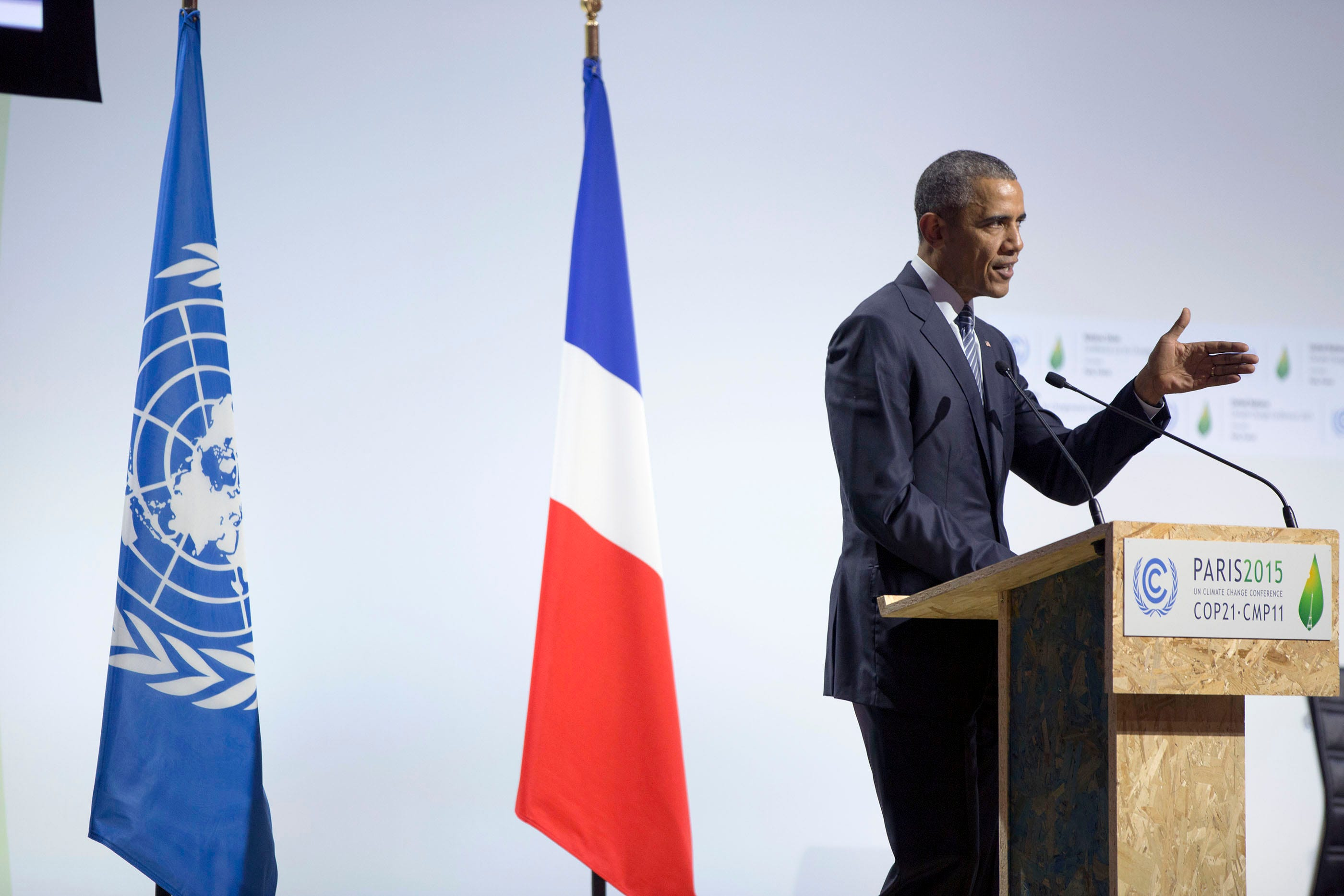
Barack Obama lors de la Conférence de Paris en 2015 au parc des expositions.

Le site représente une superficie globale de 80 000 m2 d’espace couvert et de plus 350 000 m2 de surfaces extérieures. Le parc des expositions du Bourget accueille notamment le Salon international de l'aéronautique et de l'espace de Paris - Le Bourget (SIAE) tous les deux ans. Par ailleurs, le parc des expositions de Paris-Le Bourget a hébergé la Conférence de Paris de 2015 sur les changements climatiques ainsi que le sommet international de l'Organisation des Nations unies sur le changement climatique qui se sont tenus du 30 novembre au 12 décembre 2015.
Depuis 1951, le SIAE s'y déroule tous les deux ans. 
Afin de satisfaire les exposants et le public toujours plus nombreux, les abords de l'aéroport ont été aménagés pour accueillir au mieux les exposants, avec des halls en dur, un espace aménageable et un vaste parking.
De ce fait, le parc d'expositions de Paris-Le Bourget accueil d'autres manifestations que le SIAE, notamment le Mondial du modélisme pendant quelques années. Certains meetings politiques y ont eu lieu, on retrouve notamment le Congrès d'investiture du candidat de l'UMP à la présidentielle en novembre 2004. 
Cependant, de manière annuelle, le parc des expositions accueille le Salon des véhicules de loisirs, la Rencontre annuelle des musulmans de France depuis 1984, le salon Milipol Paris, depuis 1984, ainsi que le salon Automedon depuis 2001.

## Village des médias

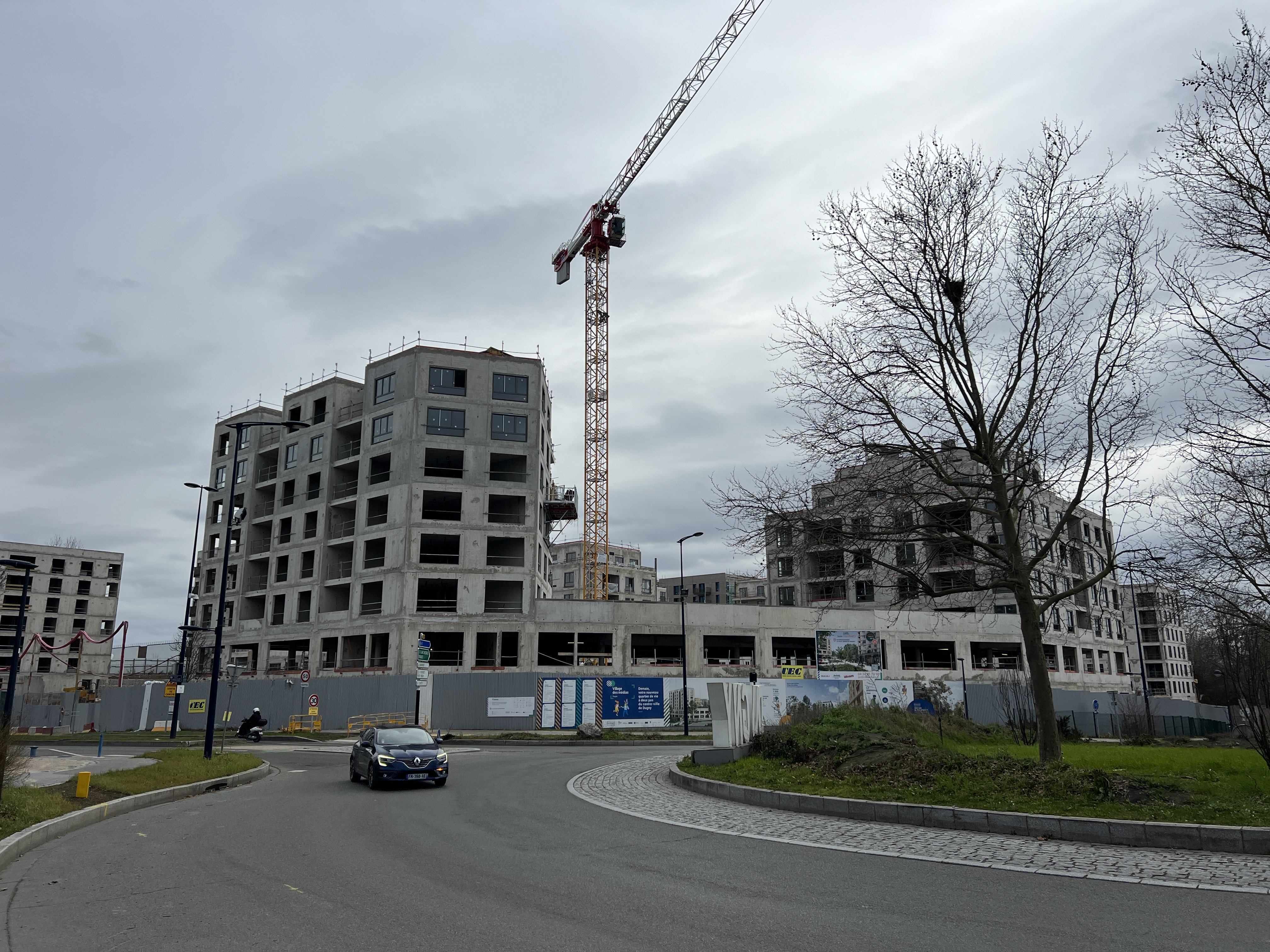
Construction du village des médias en 2023.

Depuis 2007, le projet d'aménagement de la zone dite des « chapeaux chinois » est en cours d'aménagement. D'une surface de 10,35 ha et située à l'entrée de la ville, la zone accueille depuis 2017 la nouvelle gare de Dugny - La Courneuve. Le projet prévoyait alors la construction d'un peu plus de 300 logements dont 20 % de logements sociaux, des commerces, un nouveau groupe scolaire et un lieu de prière de religion musulmane. En 2010,le secrétaire d'État à la région capitale Christian Blanc voit la zone comme des projets phares du Grand Paris dont la maîtrise d’œuvre devait alors être assurée par la Communauté d'agglomération de l'aéroport du Bourget.
Toutefois, l'attribution en 2017 à la France de l'organisation des JOP 2024 fait réviser le projet : le village des médias prend place sur six hectares de l'Aire des vents alors que la zone industrielle cède en partie la place à une fonction résidentielle,. Pour assurer la continuité des déplacements entre le village des médias et le site des compétitions d'escalade au Bourget, il est installé en 2023 une passerelle piétons et vélos de 125 mètres au-dessus de l'autoroute A1,,.

## Salons et expositions
- Automédon
- Mondial du modélisme
- Salon des véhicules de loisirs